# Guilty Pleasure
Guilty Pleasure ist das zweite Soloalbum von Ashley Tisdale. In Deutschland erschien es am 12. Juni 2009. Das Veröffentlichungsdatum von Warner Bros. Records war der 11. Juni 2009 in Spanien. In ihrem Heimatland, USA, erschien das Album erst am 28. Juli 2009.
Das Album enthält zwölf Titel und zwei Bonustitel, darunter die bereits am 16. Mai 2009 erschienene Single It’s Alright, It’s OK. Am 16. Oktober 2009 erschien die zweite Single Crank It Up.

## Hintergrund
Im April 2008 sagte Tisdale, sie habe ein paar Lieder für ein neues Album aufgenommen und dass sie nach der Beendigung von High School Musical 3 den Fokus auf das Album lege.
Sie stellte fest, dass die Lieder aus ihrem Album eine Nachricht und Geschichte beinhalten und sich jeder mit dem identifizieren kann. Ihre Musik wurde von Katy Perry und von Pat Benatar unter anderem beeinflusst. Der Song „Switch“ ist auch in dem Film Die Noobs – Klein aber gemein, in dem sie eine der Hauptrollen spielt, zu hören.

„Ich habe an dem zweiten Album ein Jahr gearbeitet, und es ist etwas ganz anderes als das erste Album. Im ersten Album gab es viel zu lernen über sich selbst. Ich habe gelernt, was ich mag, obwohl ich dachte, dass ich Pop und R&B gut finde, habe ich festgestellt, dass ich lieber den „Rock-Sound“ mag. Ich bin jetzt 23, und ich bin größer geworden, und wollte zeigen, dass ich bissiger und reifer geworden bin. Ich zeige nun eine andere Seite von mir, die Leute nicht von mir kannten.“

## Inhalt
Tisdale erklärte der Song „Hot Mess“ sei „über das Abhängen mit einem bösen Jungen, was das Leben interessanter macht“. Das Lied „How Do You Love Someone“ handelt „von einem Mädchen, das mit der Trennung ihrer Eltern umgeht“. Tisdale hat auch selbst an einigen Texten mitgeschrieben, wie zum Beispiel an dem Song „What If“. Tisdale beschrieb dieses Lied als das persönlichste und sagte: „Es ist über eine Beziehung geschrieben, in der du gerade bist, und du fragst 'Wenn ich dich wirklich brauche, wärst du dann da?'“.

## Titelliste

### Standard-Edition
| #  | Titel | Länge |
| -- | --- | ----- |
| 1  | Acting Out (Ashley Tisdale, Niclas Molinder, Joacim Persson, Johan Alkenäs, Steve McMorran, David Jassy) | 3:47  |
| 2  | It’s Alright, It’s OK (Niclas Molinder, Joacim Persson, David Jassy, Johan Alkenäs)                      | 2:59  |
| 3  | Masquerade (Leah Haywood, Daniel James, Shelly Peiken)                                                   | 2:56  |
| 4  | Overrated (Ashley Tisdale, Niclas Molinder, Joacim Persson, Johan Alkenäs, Charlie Masson)               | 3:40  |
| 5  | Hot Mess (Oak, Heather Bright)                                                                           | 3:26  |
| 6  | How Do You Love Someone (Billy Steinberg, Josh Alexander, Alaina Beaton)                                 | 3:28  |
| 7  | Tell Me Lies (J. Cates, Emanuel Kiriakou, Frankie Storm)                                                 | 3:38  |
| 8  | What If (Ashley Tisdale, Kara DioGuardi, Niclas Molinder, Joacim Persson, Nick Paul, Johan Alkenäs)      | 4:23  |
| 9  | Erase and Rewind (Niclas Molinder, Joacim Persson, Johan Fransson, Tim Larsson, Tobias Lundgren)         | 3:25  |
| 10 | Hair (Warren Felder, Andrew „Papa Justifi“ Wansel, Chasity Nwagbara)                                     | 3:10  |
| 11 | Delete You (Diane Warren)                                                                                | 3:33  |
| 12 | Me without You (Ashley Tisdale, Lindsay Robins, Toby Gad)                                                | 4:09  |
| 13 | Crank It Up (featuring Sean Garrett) (Niclas Molinder, Joacim Persson, Johan Alkenäs, David Jassy)       | 3:01  |
| 14 | 'Switch (K. Akhurst, Vince Pizzinga)                                                                     | 3:39  |

### Bonus-Edition
Außerdem gibt es noch Bonus-Lieder.
Drei Remixes von „It’s Alright, It’s OK“ (Dave Audé, Johnny Viscious, Jason Nevins).
Des Weiteren gibt es noch fünf weitere Lieder.
| # | Titel                                                                                             | Länge |
| - | ------------------------------------------------------------------------------------------------- | ----- |
| 1 | I’m Back (Lars Halvor Jensen, Dicky „Obi“ Klein, Johannes „Josh“ Joergensen, Frankie Storm)       | 3:31  |
| 2 | Whatcha Waiting For (Ashley Tisdale, Niclas Molinder, Joacim Persson, David Jassy, Johan Alkenäs) | 3:09  |
| 3 | Time’s Up (Katy Perry, Lauren Christy, Graham Edwards, Scott Spock)                               | 3:24  |
| 4 | Blame It on the Beat (Adam Anders, Nicole Hassman, Peer Astrom)                                   | 3:28  |
| 5 | Guilty Pleasure (Lauren Christy, Scott Spock, Graham Edwards)                                     | 3:18  |
| 6 | If My Life Was a Movie (Ashley Tisdale)                                                           | 3:24  |

## Charts und Chartplatzierungen

### Album
| ChartsChartplatzierungen       | Höchstplatzierung | Wochen |
| ------------------------------ | ----------------- | ------ |
| Deutschland (GfK)              | 9 (12 Wo.)        | 12     |
| Österreich (Ö3)                | 7 (11 Wo.)        | 11     |
| Schweiz (IFPI)                 | 13 (10 Wo.)       | 10     |
| Vereinigte Staaten (Billboard) | 12 (6 Wo.)        | 6      |

### Singles
| Jahr | Titel                 | Höchstplatzierung, Gesamtwochen, AuszeichnungChartplatzierungen (Jahr, Titel, , Platzierungen, Wochen, Auszeichnungen, Anmerkungen) | Höchstplatzierung, Gesamtwochen, AuszeichnungChartplatzierungen (Jahr, Titel, , Platzierungen, Wochen, Auszeichnungen, Anmerkungen) | Höchstplatzierung, Gesamtwochen, AuszeichnungChartplatzierungen (Jahr, Titel, , Platzierungen, Wochen, Auszeichnungen, Anmerkungen) | Höchstplatzierung, Gesamtwochen, AuszeichnungChartplatzierungen (Jahr, Titel, , Platzierungen, Wochen, Auszeichnungen, Anmerkungen) | Anmerkungen                            |
| Jahr | Titel                 | DE | AT | CH | US | Anmerkungen                            |
| ---- | --------------------- | --- | --- | --- | --- | -------------------------------------- |
| 2009 | It’s Alright, It’s OK | DE12 (11 Wo.)DE | AT5 (16 Wo.)AT | CH30 (4 Wo.)CH | US99 (1 Wo.)US | Erstveröffentlichung: 14. April 2009   |
| 2009 | Crank It Up           | DE19 (9 Wo.)DE | AT22 (5 Wo.)AT | — | — | Erstveröffentlichung: 16. Oktober 2009 |